# Lom-hegy
A Lom-hegy egy 589 méter magas hegy Pest vármegye területén, a Visegrádi-hegységben, Pomáz külterületén, a Bölcső-hegy közelében, annak csúcsától mintegy egy kilométerre nyugatra. Környékét több turistaútvonal érinti – nem messze található innen a Holdvilág-árok, a Lajos-forrás és több más, kedvelt turisztikai célpont –, a hegy tetejét azonban elkerülik a turistautak, ott ugyanis a rendszerváltásig katonai objektum, légvédelmi létesítmény volt.
Tömbjében több kisebb, részben névtelen, időszakos forrás fakad, névvel ellátott, turistatérképeken is szereplő forrásai a csúcstól délre fakadó Géza-forrás (melynek vize a Holdvilág-árkon folyik le), a délnyugatra található Salabasina-forrás (a Salabasina-árkot kialakító vízfolyás forrása) és a tetőtől északra a Háziipari-forrás. Ez utóbbi közelében áll a Denke Lajos-emlékmű, amely a környéken 1947-ben elkövetett szentendrei tömeggyilkosság két erre kiránduló áldozatának, egy munkásturistának és feleségének állít emléket.

## Megközelítése
A Lom-hegy megközelítése Szentendre felől a legegyszerűbb, ahol a lajosforrási buszfordulóig elfogadható minőségű, kiépített aszfaltút vezet. A volt katonai objektumhoz egyszerűbb kiépítettségű, szilárd burkolat nélküli, bár gépjárművel jól járható, kb. 2,5 kilométeres út vezet, az autóval való felhajtást azonban az erdőgazdaság korlátozhatja. Gyalog körülbelül 30 perc alatt lehet felérni Lajosforrástól a hegytetőre. Az egykori katonai területre való belépést tábla tiltja, amely figyelmeztet a balesetveszélyre is, ezen túlmenően a bejutásnak nincs akadálya.

## Az egykori légvédelmi bázis
A Lom-hegy tetején működött, 1981-től 1996-ig a MH 11. DUNA Légvédelmi Rakéta Dandár egykori MN6360 11/9. Pilisszentlászló-Dél (Lom-hegy) elnevezésű, „Vésnök” (más, vagy későbbi időszakra vonatkozó, bizonytalan adatok szerint „Mandula”) hívójelű komplexuma. A légvédelmi objektumban több rakétakilövő állást helyeztek el, a föld alatti rejtett építményekben felderítő lokátorok és különböző egyéb technikák kaptak helyet. A bázis fegyverzete SZ–125 Nyeva–M rövid hatótávolságú rakétákból állt.
A területen körben négy, földsánccal körülvett indítóállást alakítottak ki, a kapuhoz közelebbi két építmény a rakétákat szállító teherautók fedezéke volt. A középső részen egy emlékművet helyeztek el, ezen Radnóti Miklós Nem tudhatom… című versének egy rövid részlete olvasható. Emellett balra volt kialakítva a harcálláspont, tetején állt a tűzvezető lokátor. Az egyetlen lakóépületre emlékeztető objektum a készenléti épület volt; attól délre kapott helyet az a fedezék, amely a rakétaosztályok egymással való kommunikációját biztosította.
A rakétabázis ma romos állapotban van, de áll még a főépülete illetve áll még a területen az egykori emlékmű is. A terület nyugati oldalán a kerítés mellett két, még viszonylag jó állapotban megmaradt őrtorony is felfedezhető. A még meglévő építményekről, beton fedezékekről és egyéb romokról jól látható, hogy évtizedek óta állagmegóvás nélkül pusztulnak, több helyen fedezhetők fel szándékos rongálás nyomai, egyes falrészek össze vannak graffitizve.